# Gabriele Gravina
Gabriele Gravina né à Castellaneta le 5 octobre 1953 est un dirigeant sportif italien et nouveau président de la Fédération italienne de football (FIGC).
Seul candidat au poste, il succède à Carlo Tavecchio, qui a démissionné le 20 novembre 2017,  sept jours après que l'Italie n'ait pas réussi à se qualifier pour la Coupe du monde de football de 2018 pour la première fois depuis 1958,.

## Biographie
Né à Castellaneta, dans le sud de l’Italie, l’avocat a été le président du club de football Castel di Sangro entre 1984 et 1996. À cette époque, le club de la commune éponyme, d’environ 5000 habitants, a gravi les échelons pour atteindre la Serie B. Gabriele Gravina a aussi été à la tête de la sélection italienne des moins de 21 ans pendant plusieurs années.
En 2008, il a commencé une carrière académique en qualité de professeur dans le domaine du management du sport et de l’organisation d’événements sportifs, à l’Université de Teramo.
En 2015, il a été élu à la présidence de la Lega Pro, la troisième division italienne, une fonction qu’il a assurée jusqu’au 22 octobre 2017 quand il est élu avec  97,2% des suffrages président de la Fédération italienne de football (FIGC).
Il est réélu à ce poste le 22 février 2021.